# Cantón de Houdan
El cantón de Houdan era una división administrativa francesa, que estaba situada en el departamento de Yvelines y la región de Isla de Francia.

## Composición
El cantón estaba formado por treinta comunas:
- Adainville
- Bazainville
- Boissets
- Bourdonné
- Civry-la-Forêt
- Condé-sur-Vesgre
- Courgent
- Dammartin-en-Serve
- Dannemarie
- Flins-Neuve-Église
- Gambais
- Grandchamp
- Gressey
- Houdan
- La Hauteville
- Le Tartre-Gaudran
- Longnes
- Maulette
- Mondreville
- Montchauvet
- Mulcent
- Orgerus
- Orvilliers
- Osmoy
- Prunay-le-Temple
- Richebourg
- Saint-Martin-des-Champs
- Septeuil
- Tacoignières
- Tilly

## Supresión del cantón de Houdan
En aplicación del Decreto n.º 2014-214 de 21 de febrero de 2014, el cantón de Houdan fue suprimido el 22 de marzo de 2015 y sus 30 comunas pasaron a formar parte; veintinueve del nuevo cantón de Bonnières-sur-Seine y una del nuevo cantón de Aubergenville.